# Routes du Brésil

Réseau routier au Brésil (les voies rapides sont en rouge).

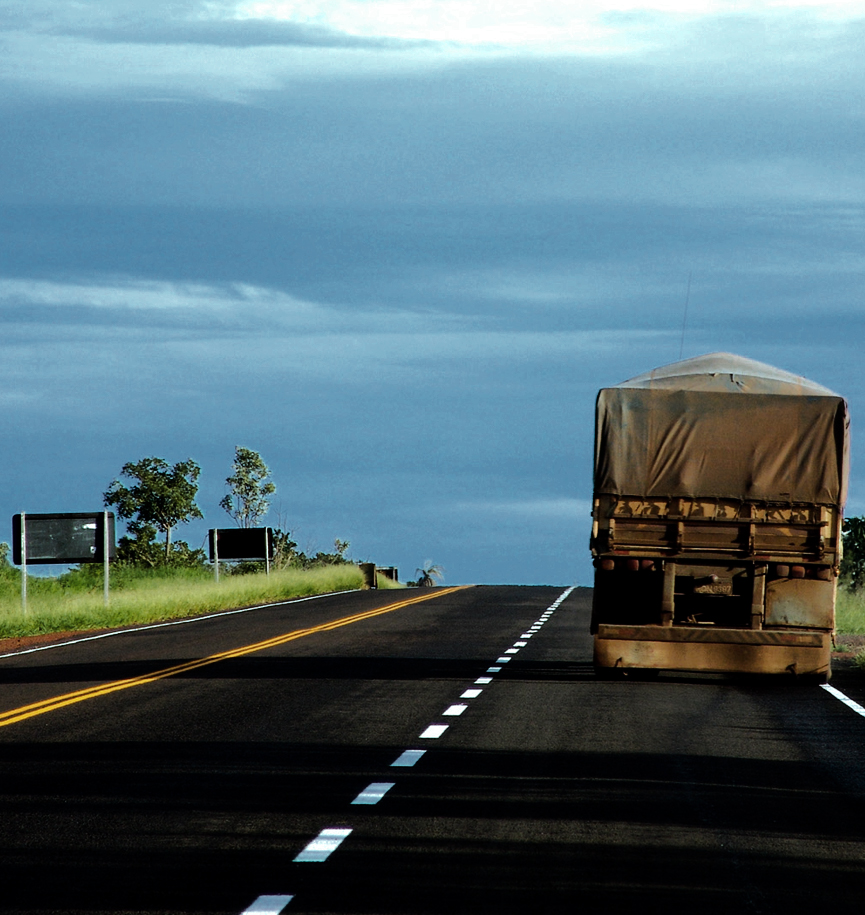
Une route fédérale brésilienne bien entretenue.

Il existe deux types de routes au Brésil : les routes fédérales, gérées par le gouvernement fédéral, et les routes locales, gérées par les divers États de la république fédérative du Brésil.

## Routes fédérales
Les routes fédérales brésiliennes sont présentées par un symbole composé des lettres "BR", d'un tiret et trois chiffres. Elles sont divisées en cinq catégories : route radiale, route longitudinale, route transversale, route diagonale et route de liaison.

### Routes radiales
Une Route radiale (Rodovia radial) est le nom reçu par les Routes fédérales brésiliennes qui partent de Brasília, vers les points extrêmes du pays, mer ou frontière. 
Le sens du kilométrage commence à partir de l'Anneau routier de Brasília, le kilomètre zéro de chaque État se trouvant au point de la Route fédérale le plus proche de la capitale fédérale.

#### Identification
- Nomenclature : BR-0x0
- 2e chiffre : 1 à 9 dans le sens horaire sur l'anneau routier.

### Routes longitudinales
Une Route longitudinale est le nom reçu par les Routes fédérales brésiliennes qui traversent le pays dans le sens Nord-Sud. Le kilométrage se fait dans ce sens, aux uniques exceptions des BR-163 et BR-174 qui se voit dirigées vers le Nord.

#### Identification
- Nomenclature : BR-1xx
- 2e et 3e chiffres : 
  - de 00 à 49 sur la partie du pays qui va de l'extrême Est du pays à Brasília
  - de 50 à 99 entre la Capitale et l'extrême Ouest.

### Routes transversales
Une Route transversale (Rodovia transversal) est le nom reçu par les Routes fédérales brésiliennes qui parcourent le pays dans le sens Est-Ouest. Le kilométrage se fait dans ce sens.

#### Identification
- Nomenclature : BR-2xx
- 2e et 3e chiffres :
  - de 00 à 49, sur la partie du pays qui va de l'extrême Nord du pays à Brasília
  - de 50 à 99 entre la Capitale et l'extrême Sud.

### Routes diagonales
Une Route Diagonale (Rodovia diagonal) est le nom reçu par les Routes fédérales brésiliennes qui traversent le pays dans le sens Nord-Ouest - Sud-Est ou Nord-Est - Sud-Ouest. Le kilométrage se fait dans ce sens.

#### Identification
- Nomenclature : BR-3xx
- 2e et 3e chiffres : de 01 à 99.

### Routes de liaison
Une Route de liaison (Rodovia de ligação)  est le nom reçu par les Routes fédérales brésiliennes qui relient deux routes fédérales entre elles, une route à une localité proche, aux frontières internationales ou qui ne peuvent être classifiées ailleurs.

#### Identification
- Nomenclature : BR-4xx
- 2e et 3e chiffres : de 01 à 99.

## Routes locales
Les routes locales brésiliennes sont représentées par un symbole composé des lettres symbolisant l'État qu'elles desservent, d'un tiret et trois chiffres.

## Sources
- Localisation des routes fédérales (en portugais) ; sélectionner l'État désiré et cliquer sur le numéro de la route pour connaître son état, tronçon par tronçon.
- Liste des routes fédérales.
- Cartes des routes du Brésil, par État (pdf).